# Robbie Crane
Robert Crane, detto Robbie (Orange County, 5 gennaio 1969), è un bassista statunitense.

## Carriera
Dopo aver ricevuto come regalo dal padre per il 14º compleanno il suo primo basso, acquistato dalla Fairfax Music School di Hollywood, Crane e il suo migliore amico Stuart Waldman, iniziano a suonare in alcuni club di Hollywood con la loro prima band denominata "Dreamsuite", all'età di 16 anni. Dopo una parentesi come tecnico del basso di Bobby Dall dei Poison tra il 1984 e il 1986, si unisce alla band del cantante Vince Neil dei Mötley Crüe, mentre dal 1996 diviene membro fisso dei Ratt.
Nel 2010 si unisce ai Lynch Mob in occasione di alcune date europee.
Nel maggio 2014 prende il posto del bassista Marco Mendoza nei Black Star Riders.

## Discografia
Con Vince Neil
- Exposed (1993)
- Carved in Stone (1995)

Con i Tuff
- Fist First (1994)
- Religious Fix (1995)

Con i Ratt
- Collage (1997)
- Ratt (1999)
- Tell the World: The Very Best of Ratt (2007)
- Infestation (2010)

 Con gli Adler's Appetite 
- Adler's Appetite (2005)

Con i Saints of the Underground
- Love the Sin, Hate the Sinner (2008)

Con i Lynch Mob
- Sun Red Sun (2014)

 Con i Black Star Riders 
- The Killer Instinct (2015)
- Heavy Fire (2017)
- Another State of Grace (2019)